# Nagy József (pedagógus)
Nagy József (Szeged, 1930. november 22. – Szeged, 2021. június 20.) magyar pedagógus, egyetemi tanár.

## Életpályája
Édesapja Nagy József asztalos, édesanyja Kucsora Rozália varrónő voltak. Szülővárosában járt iskolába, majd itt, a Szegedi Tanárképző Főiskolán szerzett orosztanári diplomát 1948-ban. Egyetemi végzettséget szintén Szegeden szerezte meg 1954-ben. Ezt követően először tolmácsként, majd 1957–1961 között középiskolai tanárként dolgozott. Ágoston György hívására 1961-től a József Attila Tudományegyetem Pedagógia Tanszékére került, és itt dolgozott nyugdíjba vonulásáig, 2000-ig. Ezalatt közel egy évtizeden keresztül vezette a Pedagógiai Tanszéket. Egykori tanítványai, doktoranduszai között több egyetemi tanár is van (például Csapó Benő, Józsa Krisztián, Vidákovich Tibor).
Közben egyre magasabb tudományos fokozatot szerzett: 1963-ban neveléstudományi PhD, 1968-ban a neveléstudományok kandidátusa, 1984-ben pedig a neveléstudományok doktora. Egyetemi tevékenysége mellett 1978–1986 között az Országos Oktatástechnikai Központ tudományos tanácsadója, 1989–1990 közt az Oktatáskutató Intézet főigazgatója, 1996–1998. az Alapműveltségi Vizsgaközpont igazgatója, 1995–2000. az MTA–SZTE Képességfejlődés Kutatócsoport vezetője, 1992–2002. A kognitív kompetencia fejlődése és fejlesztése elnevezésű PhD program vezetője.
Nagy József nemzetközi kapcsolatai közül jelentős a hamburgi UNESCO Institute for Education, amellyel együttműködve a 70-es évek elejétől több kutatási projektekben is részt vett, és többször dolgozott külföldön az UNESCO felkért szakértőjeként. 1971–1972-ben Franciaországban, 1987–1988-ban Srí Lankán végzett hosszabb kutató-fejlesztő munkát. Évekig tagja volt a Network Educational Sciences Amsterdam (NESA) vezető testületének, és tagja volt a Curriculum Journal szerkesztőbizottságának.
A közoktatás reformjában több évtizeden át vezető szerepet játszott. Egyik kezdeményezője volt a Nemzeti alaptanterv kidolgozásának. Részt vett az érettségi vizsga 2005-ös reformjának előkészítésében. Irányította a diagnosztikus vizsga-koncepció kidolgozását, majd az alapműveltségi vizsga bevezetését előkészítő kutatásokat.
Pályafutása során több könyvet, tanulmányt írt, nyugdíjazása után is számos publikációja jelent meg.

## Főbb publikációi

### Könyvek
- Funkcionális analfabetizmus. Megelőző fejlesztési lehetőségek (társszerzőkkel), Szeged, Mozaik Kiadó, 2018, ISBN 978-963-697-813-6.
- Új pedagógiai kultúra, Szeged, Mozaik Kiadó, 2010, ISBN 978-963-697-653-8.
- Az anyanyelv, a gondolkodás fejlődésének segítése mesékkel 4-8 éves életkorban, (társszerzőkkel), Szeged, Mozaik Kiadó, 2009, ISBN 978-963-697-583-8.
- Kompetenciaalapú kritériumorientált pedagógia, (társszerzőkkel), Szeged, Mozaik Kiadó, 2007, ISBN 978-963-697-541-8.
- Az elemi alapkészségek fejlődése 4-8 éves életkorban, (társszerzőkkel), Szeged, Mozaik Kiadó, 2004, ISBN 963-697-438-1.
- DIFER Programcsomag: Diagnosztikus fejlődésvizsgáló és kritériumorientált fejlesztő rendszer 4-8 évesek számára, (társszerzőkkel), Szeged, Mozaik Kiadó, 2004, ISBN 978-963-697-437-4.
- DIFER Diagnosztikus fejlődésvizsgáló rendszer 4-9 évesek számára, (társszerzőkkel), Budapest, OKÉV, KÁOKSZI, 2002.
- Az alapkészségek fejlődése 4-8 éves életkorban, (társszerzőkkel), Budapest, OKÉV, KÁOKSZI, 2002, ISBN 963-697-438-1.
- XXI. század és nevelés, Budapest, Osiris Kiadó, 2000, ISBN 963-379-769-1.
- Nevelési kézikönyv személyiségfejlesztő pedagógiai programok készítéséhez, Szeged, Mozaik Oktatási Stúdió, 1996, ISBN 963-697-058-0.
- A rendszerezési képesség kialakulása. A gondolkodási műveletek elsajátítása, Budapest, Akadémiai Kiadó, 1990, ISBN 963-05-5883-1.
- Articulation of Pre-school with Primary School in Hungary: An Alternative Entry Model, Hamburg, UNESCO Institute for Education, 1989, ISBN 92-820-1055-4.
- Entry Competency of Sri Lankan Children: research report based on József Nagy's UNDC/UNESCO mission, Srí Lanka, Maharagama, National Institute of Education, 1988.
- PREFER. Preventív fejlettségvizsgáló rendszer 4-7 éves gyermekek számára, Budapest, Akadémiai Kiadó, 1986, ISBN 963-05-4583-7.
- A tudástechnológia elméleti alapjai, Veszprém, Országos Oktatástechnikai Központ, 1985, ISBN 963-441-111-8
- A megtanítás stratégiája, (társszerzőkkel), Budapest, Tankönyvkiadó, 1984, ISBN 963-17-7363-9.
- Iskolaelőkészítő kompenzálás, (társszerzőkkel), Budapest, Tankönyvkiadó, 1982, ISBN 963-17-6470-2.
- 5-6 éves gyermekeink iskolakészültsége, Budapest, Akadémiai Kiadó, 1980, ISBN 963-05-2258-6.
- The Hungarian Experience of OOK: An Instrument for the Development of Educational Technology: Experiments and Innovations in Education, No. 43., Párizs, UNESCO, 1980, ISBN 92-3-101872-8.
- Köznevelés és rendszerszemlélet, Veszprém, Országos Oktatástechnikai Központ, 1979, ISBN 963-01-2468-8.
- Az ezredforduló iskolája, (társszerzőkkel), Budapest, Tankönyvkiadó, 1979, ISBN 963-17-3865-5.
- Az OOK és a pedagógiai technológia, Veszprém, Országos Oktatástechnikai Központ, 1979, ISBN 963-01-3293-1.
- Alsó tagozatos szöveges feladatbank, (társszerzővel), Szeged, JATE, Acta Paedagogica, 1976.
- A témazáró tesztek validitása és reliabilitása, Szeged, JATE, Acta Paedagogica, 1975.
- Iskolaelőkészítés és beiskolázás, Budapest, Akadémiai Kiadó, 1974, ISBN 963-05-0319-0.
- Kompenzáló beiskolázási modell, Budapest, Akadémiai Kiadó, 1974, ISBN 963-05-0320-4.
- Alapműveleti számolási készségek, Szeged, JATE, Acta Paedagogica, 1973.
- A középfokú képzési rendszer fejlődési tendenciái és távlata, Budapest, Kossuth Kiadó, 1972.
- A témazáró tudásszintmérés gyakorlati kérdései, Budapest, Tankönyvkiadó, 1972.
- Az elemi számolási készségek mérése, Budapest, Tankönyvkiadó, 1971.
- Méréses módszerek a pedagógiában, (társszerzőkkel), Budapest, Tankönyvkiadó, 1971.
- Az iskolafokozatok távlati tervezése. Iskolarendszerünk alapvető szerkezeti problémái, Budapest, Tankönyvkiadó, 1970.
- A programozott oktatás tapasztalatai, Budapest, Tankönyvkiadó, 1966.

### Cikkek
- A személyiség kompetenciái és operációs rendszere, Iskolakultúra, 2010, 7-8. szám, 3-21. → A cikk
- A közoktatás megújításának koncepcionális kérdései, Iskolakultúra, 2008, 2-4. szám, 31-38. → A cikk
- Az alsó tagozatos oktatás megújítása, In: Fazekas K., Köllő J., Varga J. (szerkesztők) Zöld könyv a magyar közoktatás megújításáért, Budapest, Ekostat, 2008, ISBN 978-963-235-186-5, 53-69. → A könyv
- Az íráskészség kritériumorientált fejlődése és fejlesztése, Iskolakultrúra, 2007, 5. szám, 16.22. → A cikk
- A tanulók fejlődési különbségeinek Prokrusztész-ágya, Iskolakultúra, 2006, 4. szám, 121-124. → A cikk
- A hagyományos pedagógiai kultúra csődje, Iskolakultúra, 2005,  6-7. szám, MIII-MXI. → A cikk
- A kompetencia alapú tartalmi szabályozás problémái és lehetőségei, In: Loránd Ferenc (szerk.): A tantervi szabályozásról és a Bolognai folyamatról 2003-2004, Az Országos Köznevelési Tanács jelentése, OM-OKNT, Budapest, 2005, 9-36.
- A szóolvasó készség fejlődésének kritériumorientált diagnosztikus feltérképezése, Magyar Pedagógia, 2004, 3. szám, 123-142. → A cikk  Archiválva 2022. december 5-i dátummal a Wayback Machine-ben
- Az elemi kombinatív képesség kialakulásának kritériumorientált diagnosztikus feltárása, Iskolakultúra, 2004, 8. szám, 3-20. → A cikk
- Olvasástanítás: a megoldás stratégiai kérdései, Iskolakultúra, 2004, 3. szám, 3-25. → A cikk
- A rendszerező képesség fejlődésének kritériumorientált feltárása, Magyar Pedagógia, 2003, szám, 269-312. → A cikk  Archiválva 2022. július 12-i dátummal a Wayback Machine-ben
- Az eredményesebb képességfejlesztés feltételeiről és lehetőségeiről, Iskolakultúra, 2003, 8. szám, 40-52. → A cikk
- Lehetőségek a képességfejlesztésre, In: Dubiczné Mile Katalin és Farkas Istvánné (szerk.): Az általános iskola alapozó szakaszának megújítása, Fejér Megyei Pedagógiai Szakmai és Szakszolgáltató Intézet, Székesfehérvár, 2003, 16-27.
- Knowlesgw-based society and education: the problem of time. Early chilhood research, 2003, 1. szám, 7-12. → A cikk
- Tudástársadalom és oktatási rendszer: az időprobléma, Iskolakultúra, 2003, 1. szám, 3-11. → A cikk
- Developmental differences and the concept of criterion-oriented development, Interplay, Spring, 2002, 50-62.
- A személyiség alaprendszere, Iskolakultúra, 2001, 9. szám, 22-38. → A cikk
- Mi lesz veled oktatási rendszer?, Educatio, 2001, tél, 625-636. → A cikk
- Összefüggés-megértés,Magyar Pedagógia, 2000, 2. szám, 141-185. → A cikk  Archiválva 2022. június 17-i dátummal a Wayback Machine-ben
- A kritikus kognitív készségek és képességek kritériumorientált fejlesztése, Új Pedagógiai Szemle, 2000, 7-8. szám, 255-269. → A cikk
- A kognitív motívumok rendszere és fejlesztése, II. rész., Iskolakultúra, 1998, 12. szám, 59-76. → A cikk
- A kognitív motívumok rendszere és fejlesztése, I. rész., Iskolakultúra, 1998, 11. szám, 73–86. → A cikk
- A kognitív képességek rendszere és fejlődése, Iskolakultúra, 1998, 10. szám, 3–21. → A cikk
- A kognitív készségek rendszere és fejlődése, Iskolakultúra, 1998, 9. szám, 3–13. → A cikk
- A kognitív rutinok pedagógiai jelentősége, Iskolakultúra, 1998, 5. szám, 3–16. → A cikk
- Kognitivizmus és az értelem kiművelése, Iskolakultúra, 1998, 2. szám, 57–70. → A cikk
- Az érdekérvényesítő szociális képességek rendszere és fejlesztése, Iskolakultúra, 1998, 1 szám, 34–47. → A cikk
- Szociális kommunikáció és nevelés, Iskolakultúra, 1997, 11. szám, 79–92. → A cikk
- Csoportképző hajlam és nevelés, Iskolakultúra, 1997, 10. szám, 3–13. → A cikk
- Kötődési háló és nevelés, Iskolakultúra, 1997, 9. szám, 61–73. → A cikk
- Proszocialitás és nevelés, Iskolakultúra, 1997, 8. szám, 89-101. → A cikk
- Énkibontakozás és nevelés, Csíkszetmihályi Mihály próféciája. Iskolakultúra, 1997, 6-7. szám, 107-117. → A cikk
- Személyiségfejlődés és nevelés, A fejlődésmodellek integrációjának lehetősége. Iskolakultúra, 1997, 5. szám, 83–93. → A cikk
- Öröklés és nevelés: paradigmaváltási lehetőség, Iskolakultúra, 1997, 4 szám, 63–73. → A cikk
- Kompetenciamodell és nevelés, Iskolakultúra, 1997, 3. szám, 71–77. → A cikk
- Komponensrendszer–elmélet és nevelés, Iskolakultúra, 1997, 2. szám, 73–78. → A cikk
- Az alapműveltségi vizsga rendszere és általános követelményei, Új Pedagógiai Szemle, 1997, 5. szám, 4–16. → A cikk
- Vélemények az alapműveltségi vizsga koncepciójáról, Iskolakultúra, 1996, 11. szám, 3–69. → A cikk
- Segítés és pedagógia. Kísérlet a nevelés mibenlétének újraértelmezésére, Magyar Pedagógia, 1995, 3–4. szám, 157-200. → A cikk  Archiválva 2013. március 10-i dátummal a Wayback Machine-ben
- Vizsga: de milyen?, Educatio, 1995, ősz, 395-411. → A cikk
- Pedagógia: a harmadik paradigmaváltás küszöbén?, In: Az elveszett teljesség, Budapest, Kortárs Kiadó 1995. → A cikk
- A középiskolázás tömegessé válása. Veszélyek és lehetőségek, Köznevelés, 51. évf. 1995, 12. szám, 3-5.

## Díjai, elismerései
- Magyar Felsőoktatásért Emlékplakett (1993)[3]
- Ránki György-díj (2001)[3]
- Magyar Köztársasági Érdemrend Lovagkeresztje (2009) [4]
- Eötvös József-koszorú (2011) [5]